# 布羅德赫斯特 (喬治亞州)
布羅德赫斯特（英語：Broadhurst）是位於美國喬治亞州韋恩縣的一個非建制地區。該地的面積和人口皆未知。

## 地理
布羅德赫斯特的座標為31°28′27″N 81°55′02″W / 31.47417°N 81.91722°W，而該地的平均海拔高度為17米（即56英尺）。